# Hu Binyuan
Dans ce nom chinois, le nom de famille, Hu, précède le nom personnel.
Hu Binyuan, né le 10 novembre 1977 à Shanghai, est un tireur sportif chinois. 

## Biographie
Après avoir obtenu deux médailles d'argent aux Championnats du monde de 2006 et de 2007, Hu Binyuan remporte aux Jeux olympiques de 2008 à Pékin la médaille de bronze en double trap.
Il est médaillé de bronze dans la même épreuve aux Mondiaux de 2010.